# Anja Antonowicz

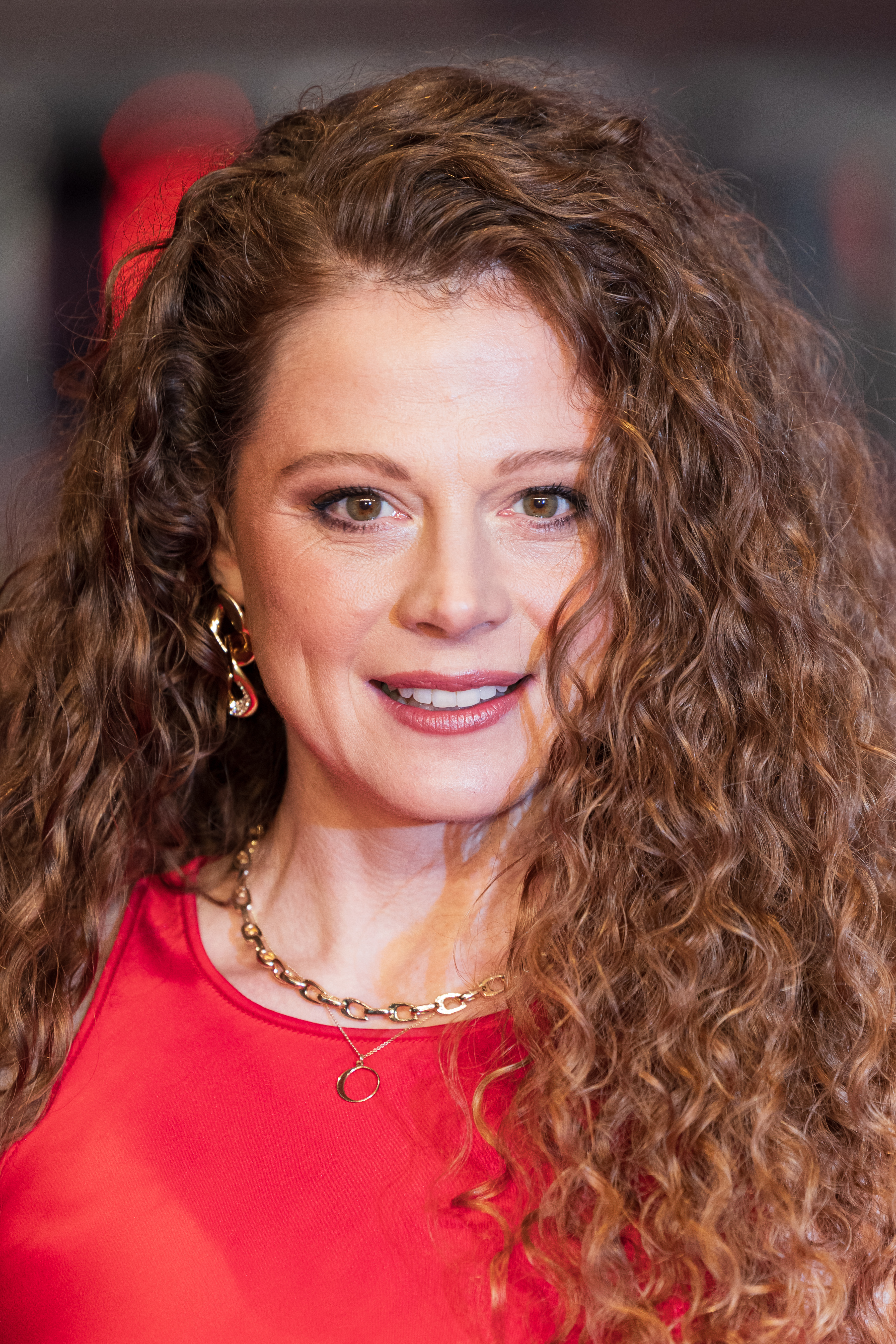
Anja Antonowicz auf der Berlinale 2023

Anja Antonowicz (* 22. Dezember 1981 in Włocławek), auch Anna Antonowicz, ist eine deutsch-polnische Schauspielerin.

## Leben
Nach dem Studium an der Hochschule für Film, Fernsehen und Theater in Łódź von 2000 bis 2004 spielte Anja Antonowicz von 2002 bis 2004 ihre erste feste Rolle als Ruda in der polnischen Serie Na dobre i na złe (In guten und in schlechten Zeiten), woran sich mehrere Fernsehproduktionen anschlossen. Es folgte die Rolle der Miśka in Pensjonat pod Różą. Parallel dazu spielte sie in Warschau Theater.
In Deutschland spielte Antonowicz von 2005 bis 2014 die Rolle der Moldauerin Nastya Pashenko in der Serie Lindenstraße. 2019 war sie erneut in dieser Rolle zu sehen. Sie spielte inzwischen in weiteren deutschen Filmen, so als Vergewaltigungsopfer Maria in Die Frau des Teppichlegers aus der Serie Bella Block. Für diese Leistung war sie 2006 für den Deutschen Fernsehpreis nominiert. In Katinka Feistls Komödie Krieg der Frauen verkörperte sie das Au-pair-Mädchen Jolanta. Gesine Cukrowski und Birge Schade spielten an ihrer Seite.
Es folgten weitere deutsche Produktionen: Ralf Huettners Mr. Soft, Olaf Saumers Stille Wasser, Hans-Christoph Blumenbergs Die Kinder der Flucht, zwei Folgen in der Serie Ein starkes Team, die Zwangsprostituierte Dana in der Serie Dr. Psycho und eine Rolle in Kai Wessels Kriminalfilm Das Geheimnis im Moor. Seit 2015 spielt sie im Tatort Kiel die Gerichtsmedizinerin Dr. Jana Kroll.
International spielte Anja Antonowicz unter der Regie von Peter Greenaway an der Seite von Martin Freeman die Catharina in Nightwatching und die Elene in Nana Dschordschadses The Rainbowmaker. Ebenfalls international zu sehen war sie in einer Produktion der Krimi-Reihe GSI – Spezialeinheit Göteborg 5 mit dem Titel Riskantes Spiel. 2013 übernahm sie eine Rolle in der Literaturverfilmung Westen.
2005 spielte sie im Musikvideo Tomaszów der polnischen Sängerin Maria Sadowska mit.

## Filmografie
- 2001: Cisza
- 2002: Julies Reise
- 2003–2004: Na dobre i na złe (Fernsehserie)
- 2005: Stille Wasser
- 2005: Bella Block: Die Frau des Teppichlegers
- 2005–2014, 2019: Lindenstraße
- 2006: Das Geheimnis im Moor
- 2006: Krieg der Frauen
- 2006: Die Kinder der Flucht (Fernsehserie)
- 2007: Dr. Psycho – Die Bösen, die Bullen, meine Frau und ich (Fernsehserie)
- 2007: Ein starkes Team – Blutige Ernte (Fernsehserie)
- 2007: Nightwatching
- 2008: The Rainbowmaker
- 2009: Ein Fall für zwei – Tod im Weinberg (Fernsehserie)
- 2009: Unter anderen Umständen – Auf Liebe und Tod (Fernsehserie)
- 2009: GSI – Spezialeinheit Göteborg – Riskantes Spiel
- 2010: Notruf Hafenkante – Schlaf, Kindchen, schlaf und Angst um Emma (Fernsehserie)
- 2011: Die verlorene Zeit
- 2011: Küstenwache – Alles oder nichts (Fernsehserie)
- 2011: Schimanski – Schimanski: Schuld und Sühne (Fernsehserie)
- 2012: SOKO Stuttgart – In Vino Veritas (Fernsehserie)
- 2013: SOKO Leipzig – Verzweiflung (Fernsehserie)
- 2013: Westen
- 2014: SOKO Köln – Ausweglos (Fernsehserie)
- 2014: SOKO 5113 – Alles wird gut (Fernsehserie)
- 2014: Die Frau aus dem Moor
- 2014: Danni Lowinski – Am Arsch (Fernsehserie)
- 2015: Bettys Diagnose – Schonungslos (Fernsehserie)
- 2016: Matthiesens Töchter (TV) – Regie: Titus Selge
- 2016: Alarm für Cobra 11 – Die Autobahnpolizei – Vaterfreuden (Fernsehserie)
- 2016: Stralsund – Schutzlos
- 2016: Notruf Hafenkante – Plan B (Fernsehserie)
- 2017: Alles Klara – UFOs über dem Harz
- 2017–2019: Praxis mit Meerblick
  - Willkommen auf Rügen (Folge 1)
  - Brüder und Söhne (Folge 2)
  - Der Prozess (Folge 3)
  - Unter Campern (Folge 4)
  - Der einsame Schwimmer (Folge 5)
- 2017–2019: SOKO Stuttgart (Fernsehserie, 12 Folgen)
- 2018: Großstadtrevier – Daniel in Gefahr (Folge 31/14)
- 2018: Bad Banks (Fernsehserie)
- 2018: Der Bergdoktor – Getrennte Wege (Fernsehserie)
- 2018: SOKO Potsdam – Kalte Fische (Fernsehserie)
- 2018–2019: Berlin Station (Fernsehserie, 5 Folgen)
- 2018–2020: Tiere bis unters Dach (Fernsehserie, 4 Folgen)
- 2018: Die Hälfte der Welt gehört uns – Als Frauen das Wahlrecht erkämpften (Dokudrama)
- 2019: Toni, männlich, Hebamme – Allein unter Frauen (Komödie)
- 2019: Rosamunde Pilcher: Raus in den Sturm
- 2020: Das Traumschiff – Marokko (Fernsehreihe)
- 2020: Die Küstenpiloten – Kleine Schwester, großer Bruder
- 2021: Jenseits der Spree (Fernsehserie)
- 2021: Das Quartett: Die Tote vom Balkon
- 2021: Mission Ulja Funk
- 2022: Tatort: Marlon (Fernsehreihe)
- 2022: Rosamunde Pilcher: Hochzeitstag (Filmreihe)
- 2022: The Crown (Netflixserie, 1 Folge)
- 2022: Polizeiruf 110: Abgrund
- 2022: SOKO Wismar – Sicher ist nur der Tod (Fernsehserie)
- 2023: Meine Freundin Volker
- 2023: Gäste zum Essen
- 2023: Ein Sommer auf Malta
- 2024: Die Toten vom Bodensee – Die Messias (Fernsehreihe)
- 2024: Lena Lorenz – Vertauscht (Fernsehreihe)
- 2024: Neuer Wind im Alten Land – Gestrandet (Fernsehreihe)
- 2024: Dr. Nice – Süße Lügen (Fernsehreihe)
- 2024: In aller Freundschaft – Mütter & Töchter (Fernsehserie)
- 2024: SOKO Leipzig – Geister (Fernsehserie)
- 2025: Einspruch, Schatz! – Herzenswünsche (Fernsehreihe)
- 2025: Verhängnisvolle Leidenschaft Sylt (Fernsehfilm)

### Tatort – Folgen aus Kiel
- 2015: Tatort: Borowski und der Himmel über Kiel
- 2015: Tatort: Borowski und die Kinder von Gaarden
- 2016: Tatort: Borowski und das verlorene Mädchen
- 2017: Tatort: Borowski und das Fest des Nordens
- 2018: Tatort: Borowski und das Land zwischen den Meeren
- 2019: Tatort: Borowski und das Glück der Anderen
- 2019: Tatort: Borowski und das Haus am Meer
- 2020: Tatort: Borowski und der Fluch der weißen Möwe
- 2021: Tatort: Borowski und die Angst der weißen Männer
- 2021: Tatort: Borowski und der gute Mensch
- 2022: Tatort: Borowski und der Schatten des Mondes (Fernsehreihe)
- 2023: Tatort: Borowski und die große Wut
- 2023: Tatort: Borowski und das unschuldige Kind von Wacken
- 2025: Tatort: Borowski und das hungrige Herz
- 2025: Borowski und das Haupt der Medusa